# Ehud Avriel
Ehud Avriel (en hebreo: אהוד אבריאל‎) (Viena, Imperio austro-húngaro, (hoy Austria), 1917 - Tel-Aviv, 
27 de agosto de 1980) fue un político y diplomático israelí.

## Biografía
Nacido en Viena con el nombre de Georg Überall, se enroló la organización sionista juvenil Blau-weiss (Blanco-Azul) y desde 1938 dirigió la Joven Aliyá, otra organización para rescatar niños del nazismo y reubicarlos en Palestina.
En 1940 él mismo emigró a Palestina y se enroló en el Haganá. Entre 1943 y 1944 sirvió en el comité de rescate de la Agencia Judía de Estambul y después de la guerra siguió trabajando en la inmigración, entonces ilegal pues estaba prohibida por los británicos, de judíos a Palestina. En 1946 figura como uno de los fundadores del kibbutz Neot Mordechai.
A comienzos de 1948, David Ben-Gurion le encargó la compra de armas en Europa para la guerra que se avecinaba. Entró en contacto con la compañía checa Zbrojovka Brno a la que compró fusiles, ametralladoras y municiones que llegaron a Israel en barcos también comprados por él. Entre 1950 y 1951 fue embajador de Israel en Rumanía. 
En 1955 fue elegido diputado por el Mapai en el parlamento israelí, la Knesset, aunque renunció para ser nombrado embajador en Ghana, Liberia y Congo. En 1961 volvió a Israel para desempeñar el cargo de director general Adjunto en el Ministerio de Asuntos Exteriores hasta 1965. Desde ese año y hasta 1979 retomó su carrera diplomática y estuvo destinado en diversos lugares y puestos. En 1968 fue nombrado presidente de la Organización Sionista Mundial. 
Se retiró de la vida pública en 1979 y falleció en 1980.